# 野崎小十郎

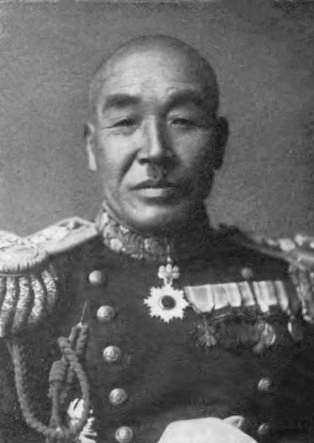
野崎小十郎

野崎 小十郎（のざき こじゅうろう、1872年12月2日（明治5年11月2日） - 1946年（昭和21年）4月21日）は、日本の海軍軍人。最終階級は海軍少将。日本海海戦における第5戦隊参謀である。

## 履歴
高知県安芸郡馬ノ上村（現・芸西村）に野崎百弥太の長男として生まれる。
その後海南中学校を経て海軍兵学校(21期)を卒業。大尉時代に北清事変に出動し、少佐時代には日露戦争に参戦した。戦後海軍大学校(甲種5期)を卒業。横須賀鎮守府参謀、横須賀海軍工廠検査役、「新高」、「生駒」、「金剛」の各艦長、臨時南洋群島防備隊司令官などを歴任し海軍少将に任官した。位階勲等は従四位勲二等。功五級金鵄勲章を受章。
退役後には、碑衾町長（現在の目黒区）や玉川計器製作所の監査役を務めている。
1946年、死去。

## 栄典
位階
- 1896年（明治29年）2月10日 - 正八位[1]
- 1898年（明治31年）3月8日 - 従七位[2]
- 1899年（明治32年）10月31日 - 正七位[3]
- 1904年（明治37年）11月11日 - 従六位[4]
- 1909年（明治42年）12月20日 - 正六位[5]
- 1915年（大正4年）2月10日 - 従五位[6]
- 1920年（大正9年）1月20日 - 正五位[7]
- 1923年（大正12年）4月30日 - 従四位[8]

勲章
- 1895年（明治28年）11月18日 - 勲六等瑞宝章[9]・明治二十七八年従軍記章[10]
- 1906年（明治39年）4月1日 - 功四級金鵄勲章・旭日小綬章・明治三十七八年従軍記章[11]
- 1914年（大正3年）5月16日 - 勲三等瑞宝章[12]
- 1921年（大正10年）1月1日 - 勲二等瑞宝章[13]
- 1940年（昭和15年）11月10日 - 紀元二千六百年祝典記念章[14]

外国勲章佩用允許
- 1902年（明治35年）10月28日 - ロシア帝国：神聖スタニスラス剣付第三等勲章[15]

## 参考資料
- 『高知県人名事典』高知市民図書館、1970年。
- 『陸海軍将官人事総覧 海軍篇』芙蓉書房出版、1994年。
- アジア歴史資料センター『笠置陸戦隊太沽砲台攻撃者』 (ref:C08040960300)

| スタブアイコン | サブスタブ | この項目は、まだ閲覧者の調べものの参照としては役立たない、人物に関連した書きかけの項目です。この項目を加筆・訂正などしてくださる協力者を求めています（P:人物伝/PJ:人物伝）。 |